# Lola (песня)
«Lola» (с англ. — «Лола») — песня рок-группы Kinks c их студийного альбома 1970 года Lola Versus Powerman and the Moneygoround, Part One. В июне 1970 года (за несколько месяцев до выхода альбома, куда войдёт) была издана отдельным синглом.
Автор песни — вокалист и ритм-гитарист группы Kinks Рей Дэвис.
Песня рассказывает историю встречи молодого человека с женщиной, которая на самом деле может быть мужчиной. Молодой человек, поющий эту песню, встретил её в ночном клубе в лондонском районе Сохо. Она подошла к нему, предложила потанцевать, и он провёл в клубе в её компании всю ночь. (Танцевал с ней и пил шампанское.) Поющий рассказывает, что не понимал, почему «она ходила как женщина и разговаривала как мужчина». Хотя сам Рей Дэвис утверждает, что песня основана на реальном событии, произошедшем с менеджером группы, барабанщик группы Kinks Мик Эйвори рассказывает другую версию.
В США сингл с этой песней вышел 12 июня 1970 года, а в США 28 июня. В Великобритании в национальном сингловом чарте (UK Singles Chart) сингл достиг 2 места, а в США песня достигла 9 места в «Горячей сотне» журнала «Билборд» (Billboard Hot 100). Из-за спорной (скандальной) темы песни и из-за того, что в ней упоминалась торговая марка — «Кока-кола» — песня вызвала в Британии и Австралии отрицательную реакцию и даже подвергалась там запретам. (В сингловой версии (моно) звучат слова «черри-кола», в то время как в альбомной версии (стерео) поётся «Кока-кола».)

## Премии и признание
В 2004 году журнал Rolling Stone поместил песню «Lola» в исполнении группы Kinks на 422-е место своего списка «500 величайших песен всех времён».
Кроме того, 2014 году британский музыкальный журнал New Musical Express поместил «Лолу» в исполнении Kinks на 473-е место уже своего списка «500 величайших песен всех времён».
Также песня «Lola» в исполнении группы Kinks вместе с ещё тремя их песнями — «A Well Respected Man», «Waterloo Sunset» и «You Really Got Me» — входит в составленный Залом славы рок-н-ролла список 500 Songs That Shaped Rock and Roll.

## Дополнительные факты
- В честь 40-летия BBC Radio 1 в 2007 году британский певец Робби Уильямс записал свою версию песни[8]. Данная версия вошла в сборник In and Out of Consciousness.